# Pteroneta brevichela
Pteroneta brevichela is een spinnensoort in de taxonomische indeling van de struikzakspinnen (Clubionidae).
Het dier behoort tot het geslacht Pteroneta. De wetenschappelijke naam van de soort werd voor het eerst geldig gepubliceerd in 2008 door Versteirt, Christa L. Deeleman-Reinhold & Léon Baert.